# Оганян, Томас
Томас Оганян (англ. Thomas A. Ohanian, Tom Ohanian, 1960, Провиденс) — американский монтажер армянского происхождения, изобретатель в области цифровой медиа продукции, соавтор системы нелинейного монтажа Avid Media Composer, которая произвела революцию в сфере кинопроизводства, заменив киноплёнку цифровыми жесткими дисками, ознаменовав переход в эпоху цифрового кинематографа. За разработку Avid Media Composer Оганян стал лауреатом премии Эмми (1994), лауреатом научно‑технической премии «Оскар» (1995), лауреатом премии Оскар (1999). С изобретением Avid Media Composer в 1992 году всего за три года 67% монтажа фильмов в Голливуде перешли на технологию цифрового нелинейного монтажа.

## Биография
Оганян родился в 1960 году в г. Провиденс, штат Род-Айленд. Получил степень бакалавра кино и телерадиовещания Бостонского университета и степень магистра педагогических технологий Колледжа Род-Айленда.

## Карьера
В 1989 году Оганян присоединился к Avid Technology, начинающей компании по разработке компьютерного программного обеспечения для создания систем редактирования фильмов и видео. Оганян был первым редактором и 8-м сотрудником Avid.
Первым сотрудником Avid был инженер-программист Джеффри Беделл, который был основным автором и архитектором исходного кода Avid Media Composer. Джо Райс и Том Оганян разработали пользовательский интерфейс для Avid Media Composer, который был показан за закрытыми дверями на NAB 1988 и официально дебютировал год спустя, на этот раз работая на компьютерах Apple Mac.
Оганян стал директором по разработке продуктов в Avid с 1989 по 2001 годы и соавтором системы нелинейного монтажа Avid Media Composer, которая привела к переходу от линейного монтажа к компьютерному цифровому нелинейному редактированию. За свои усилия по созданию Avid Media Composer Оганян был удостоен сначала премии «Эмми» в 1994 году, затем научно‑технической премии «Оскар» в 1995 году и премии Оскар в 1999 году.
Оганян выступал с докладами о том, как искусственный интеллект и машинное обучение влияют на создание контента. В настоящее время он является независимым консультантом и руководителем отдела глобального развития бизнеса IBM.
Оганян обладатель следующих патентов на изобретения: система редактирования мультимедиа с улучшенным управлением эффектами, комбинированное устройство ввода слайдера и клавиатуры для компьютера, механический пользовательский интерфейс.

## Технология цифрового нелинейного монтажа
До 90-х годов XX века основные аспекты монтажа фильмов оставались неизменными. После изобретения Avid Media Composer, в 1992 году всего за три года 67% монтажа фильмов в Голливуде перешли на технологию цифрового нелинейного монтажа.
Avid Media Composer произвел революцию в сфере профессионального видеомонтажа, заменив киноплёнку цифровыми жесткими дисками. Цифровое нелинейное редактирование и Avid Media Composer являются стандартной системой редактирования видео для профессиональной индустрии. На этой системе создаются более 80% телевизионных рекламных роликов США и 70% программ в прайм—тайм, а также бесчисленное количество телевизионных и новостных программ по всему миру.

## Признание
- Премия Эмми (1994);
- Научно‑техническая премия «Оскар» (1995);
- Премия Эмми (1998) за создание Avid Multi-camera System;
- Премия Оскар (1999)[2]